# 프랑수아 부셰
프랑수아 부셰(François Boucher, 1703년 9월 29일~1770년 5월 30일)는 로코코 양식으로 작업한 프랑스의 화가, 소묘가, 판화가이다. 부셰는 고전적인 주제의 전원적이고 관능적인 그림과 장식적인 알레고리로 알려져 있다. 그는 18세기에 가장 유명하고 장식적인 예술가였다. 또한 그의 후원자였던 마담 퐁파두르의 초상 몇 개를 그렸다.

## 갤러리

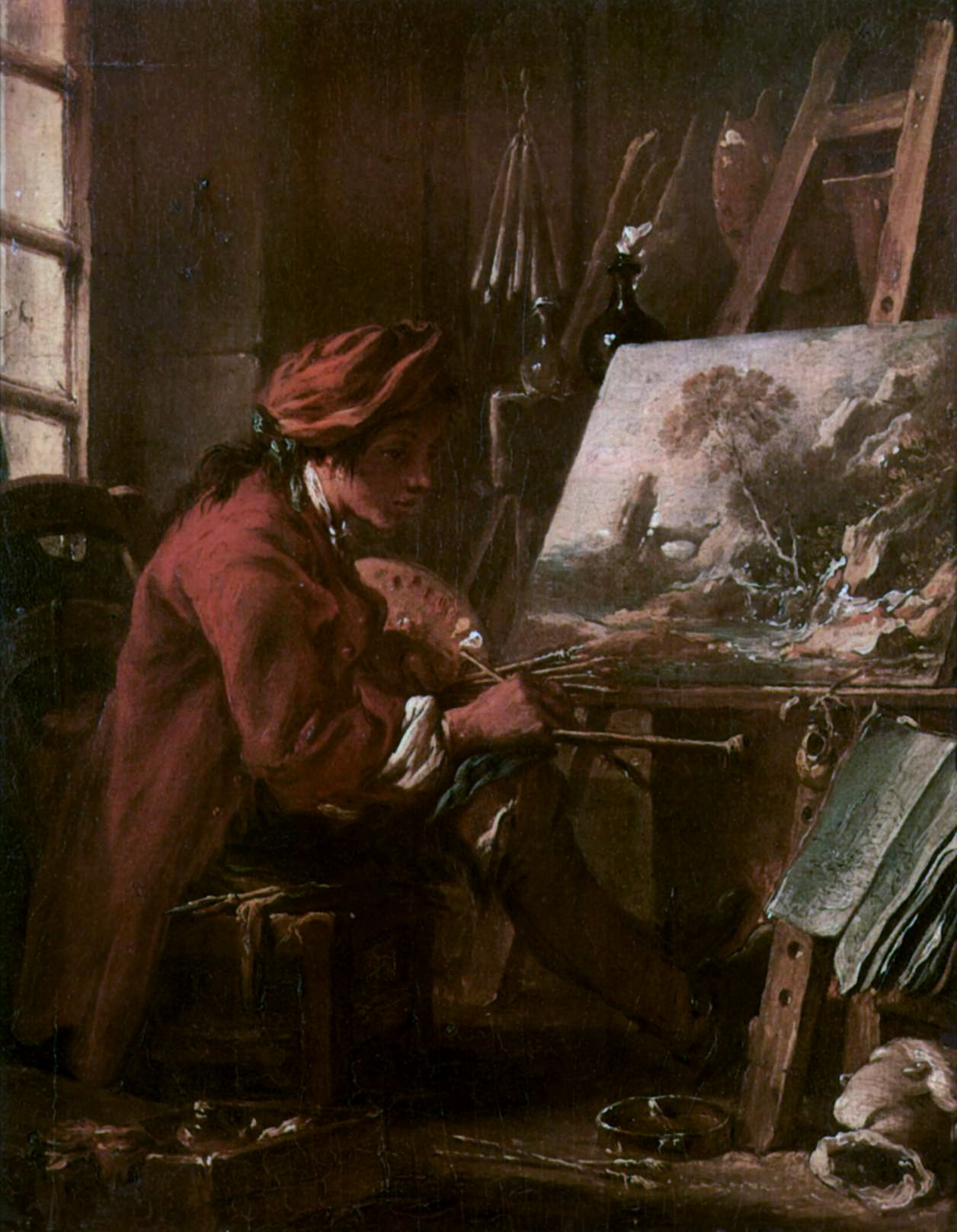
《자화상》, 1720년
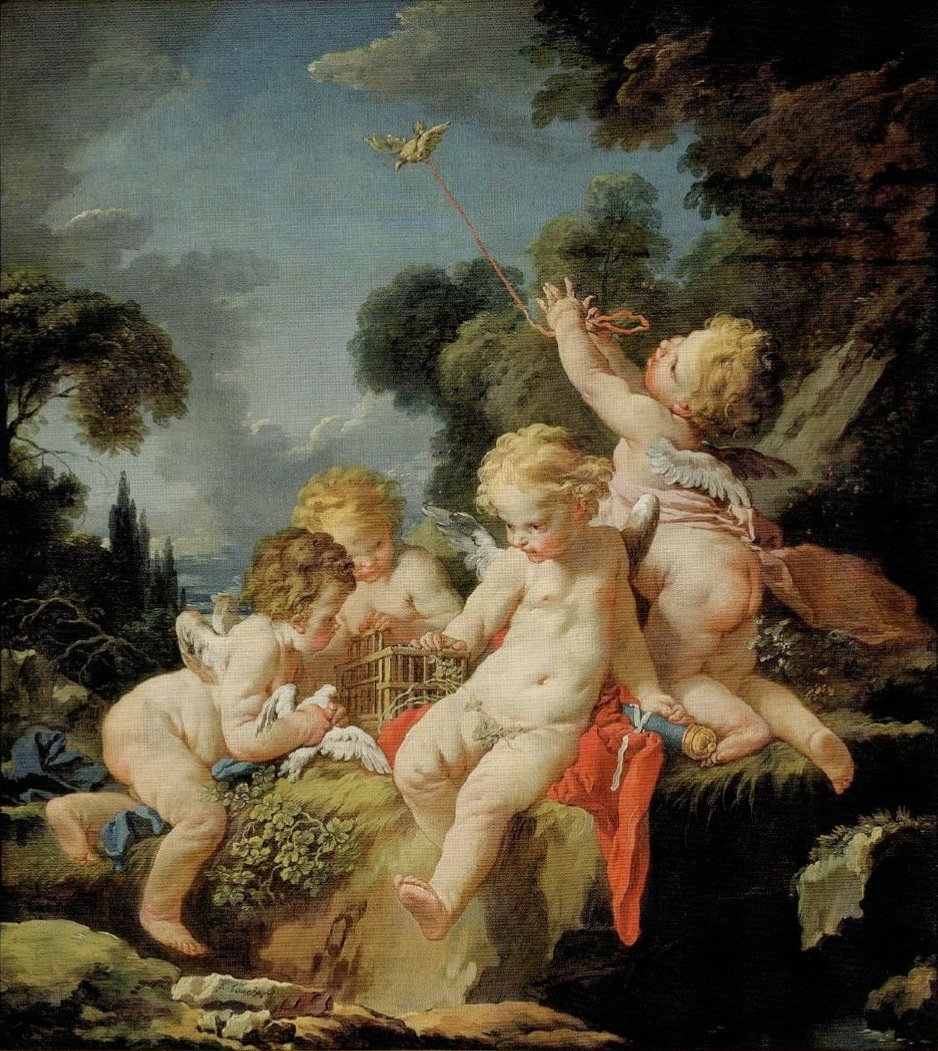
Putti with Birds, c. 1730-1733
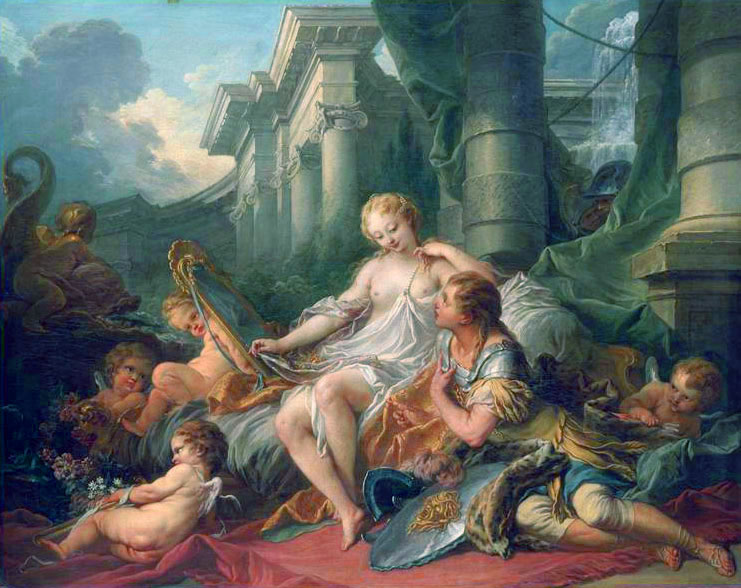
《리날도와 아르미다》, 1734
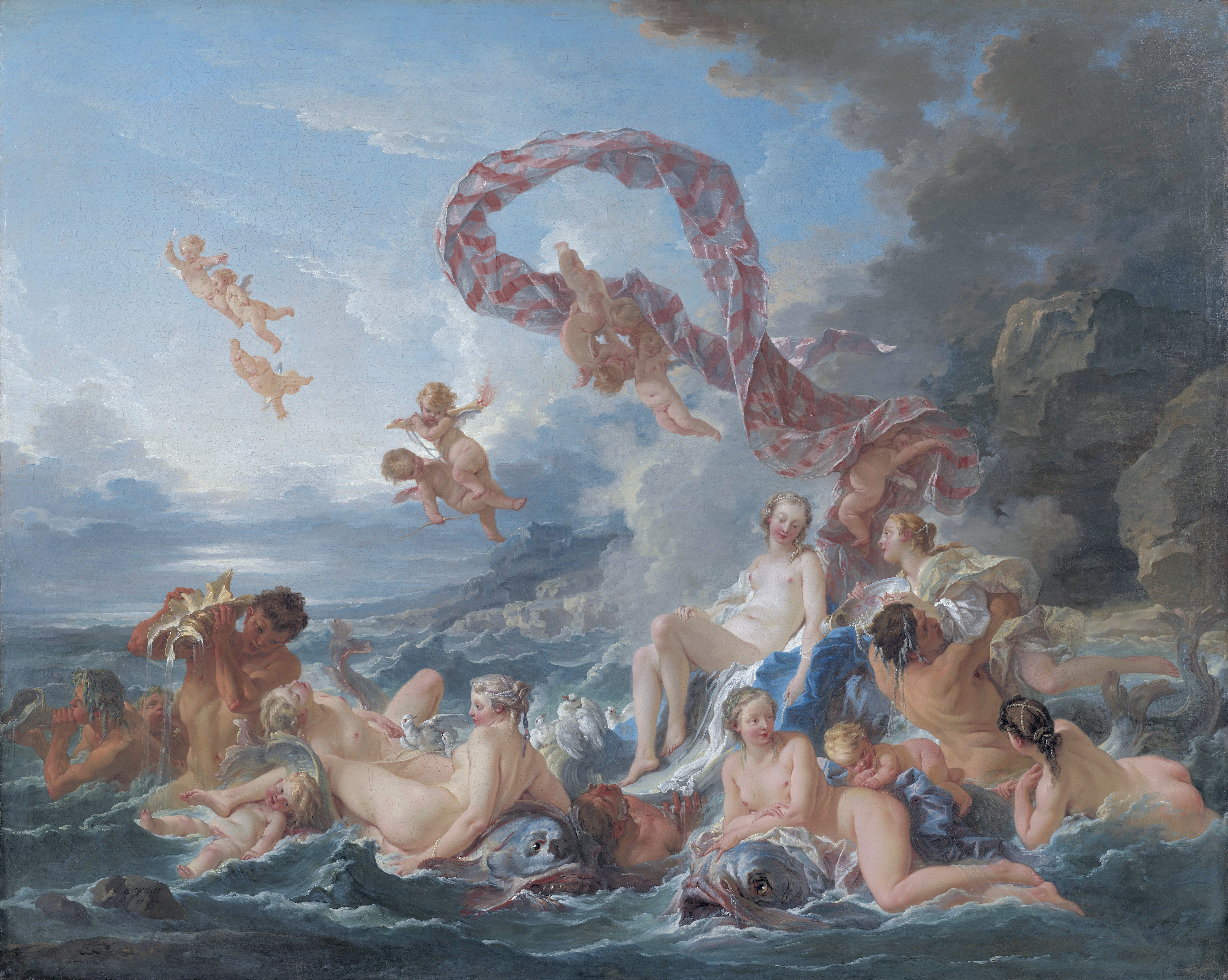
《비너스의 승리》, 1740년
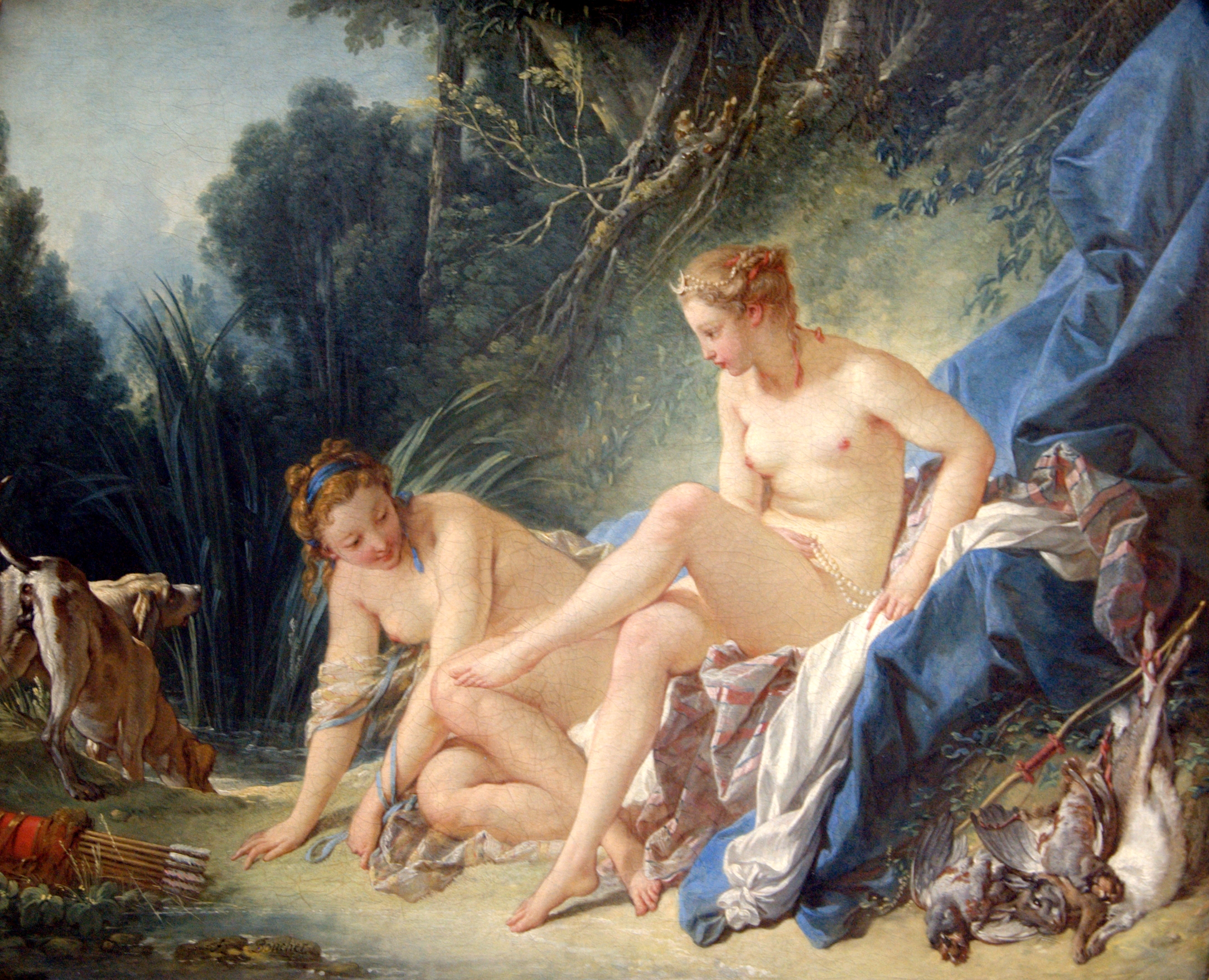
《목욕하는 다이아나》, 1742년
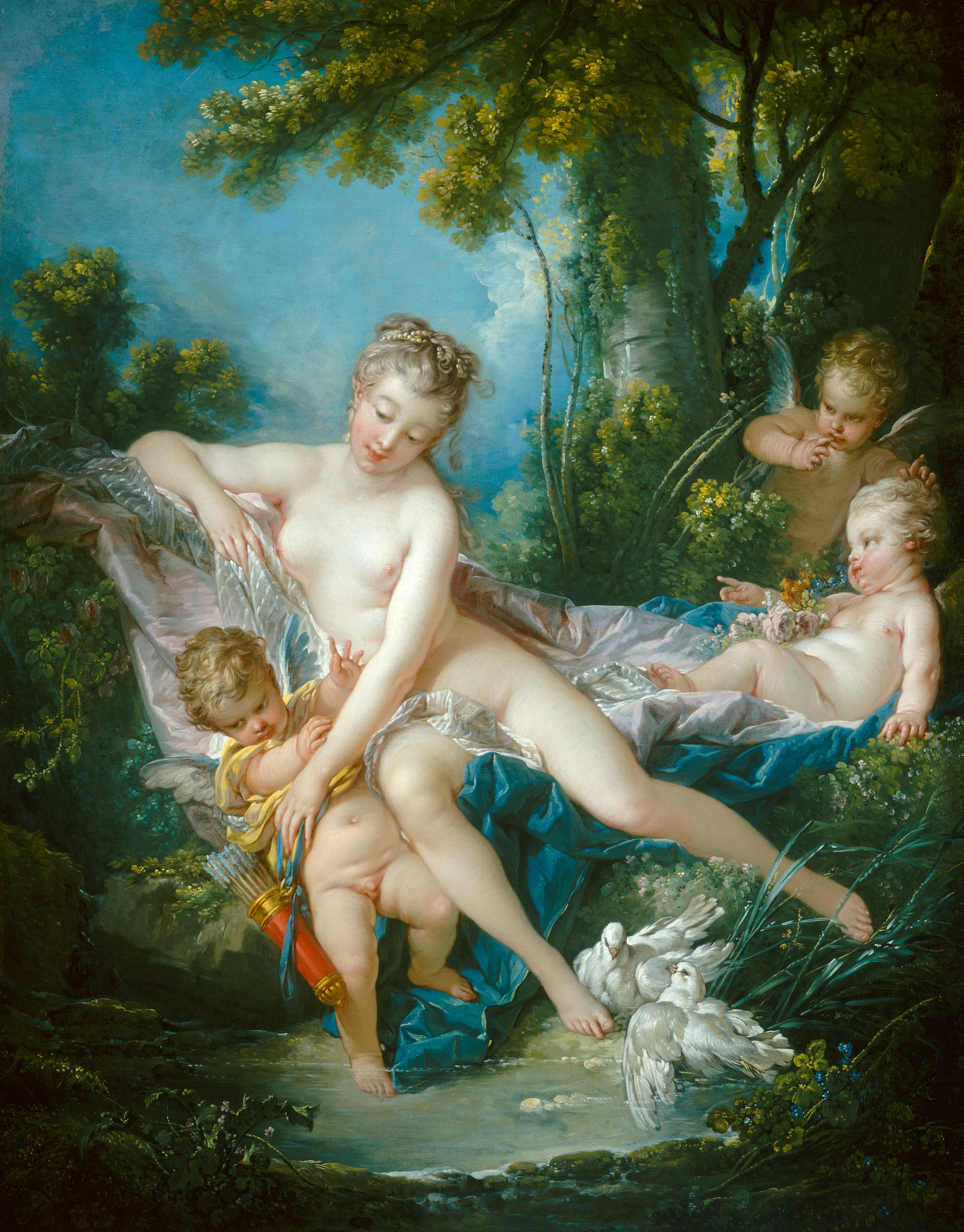
《아모르를 달래는 비너스》(Venus Consoling Love), 1751년
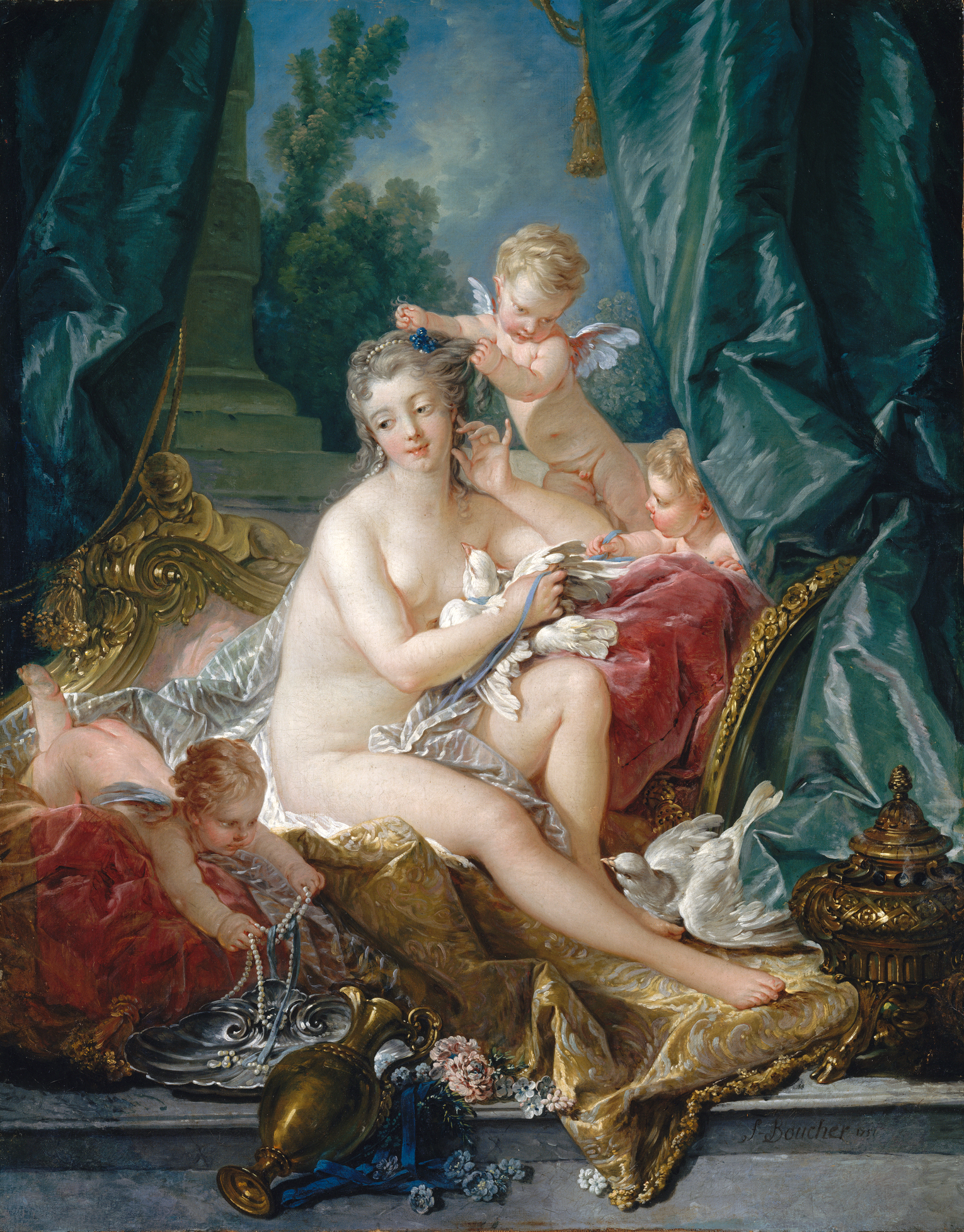
The Toilet of Venus, 1751
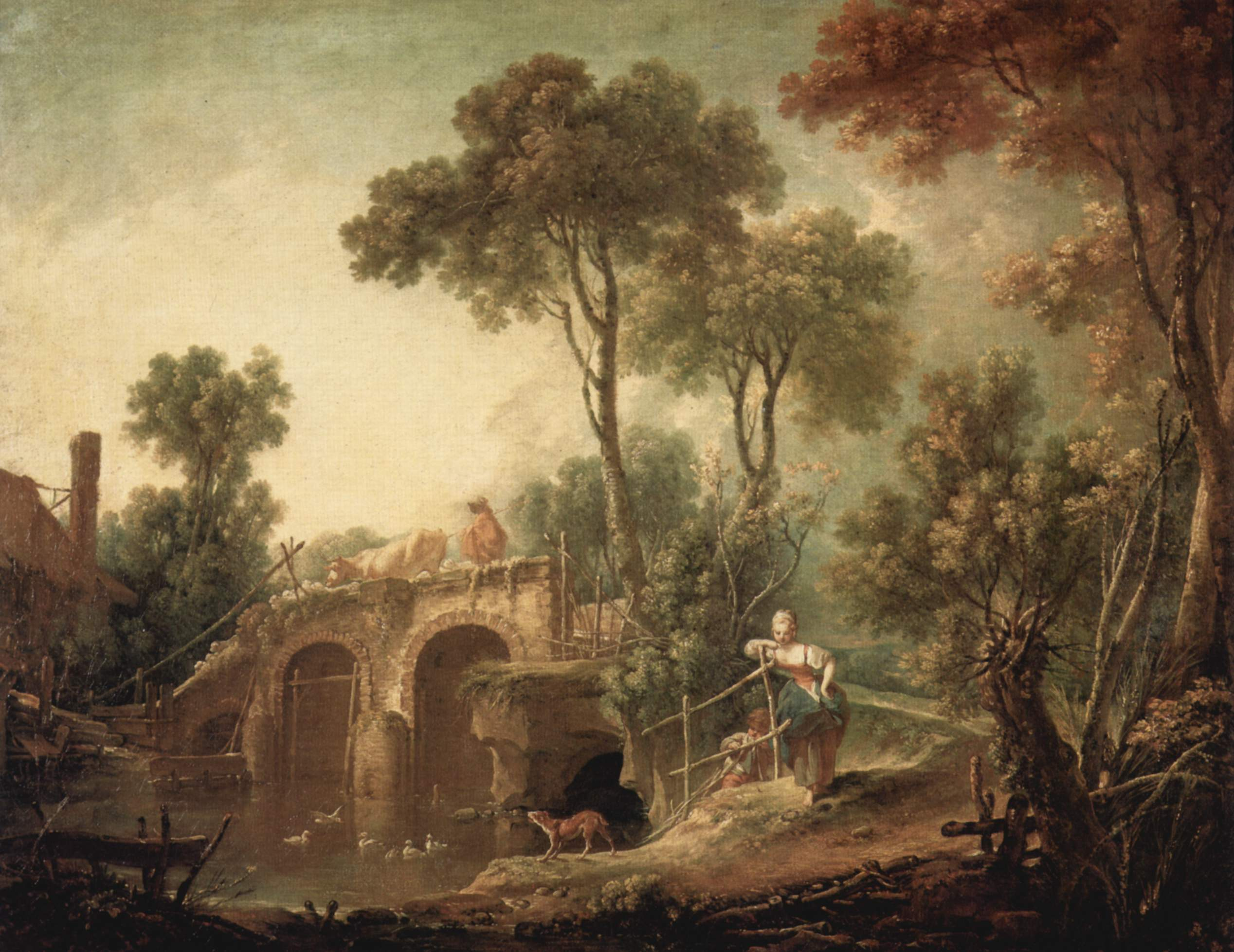
The Bridge, 1751
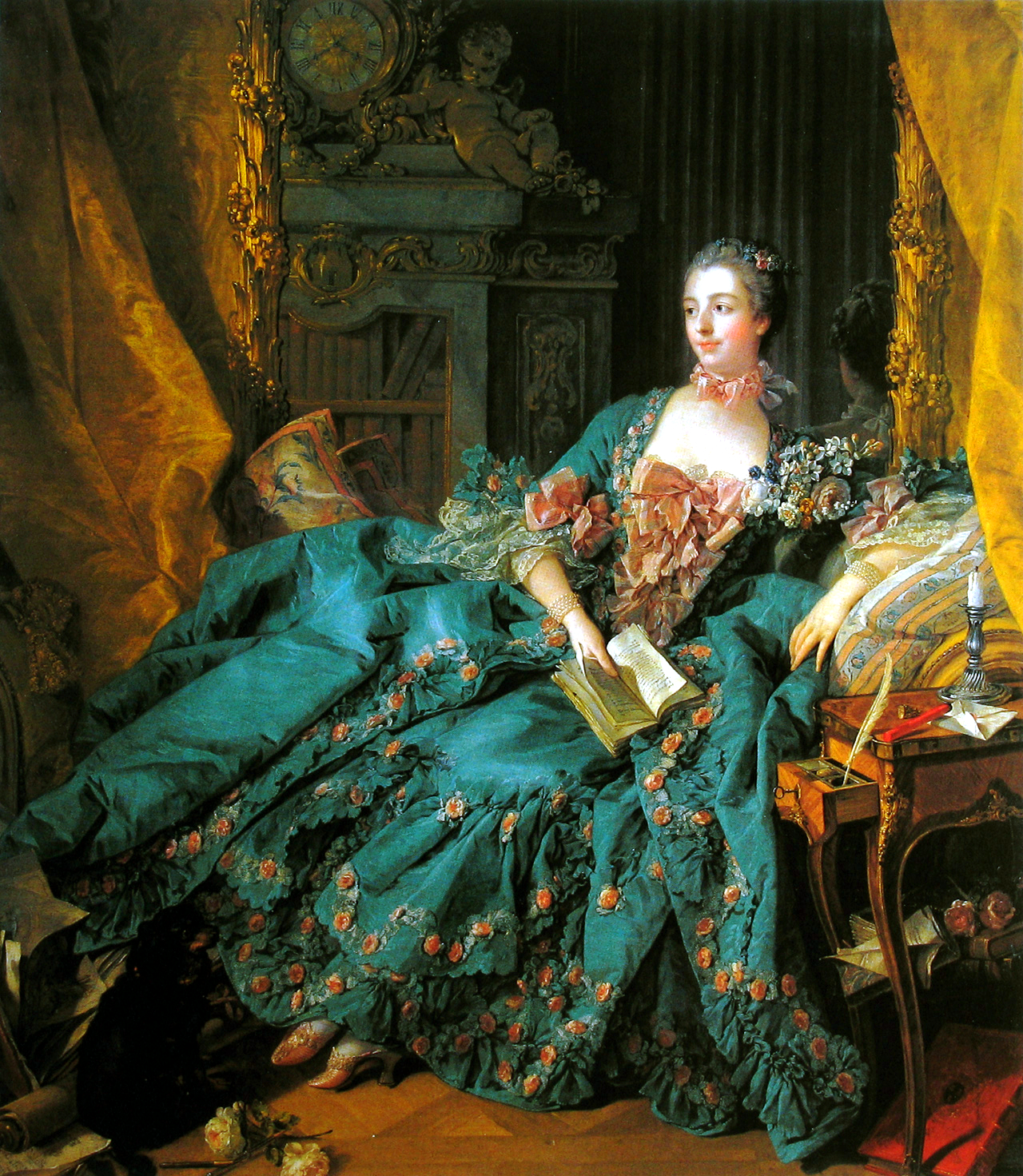
《마담 퐁파두르》, 1756년
《마담 퐁파두르의 초상화》, 1759년, 월리스 컬렉션
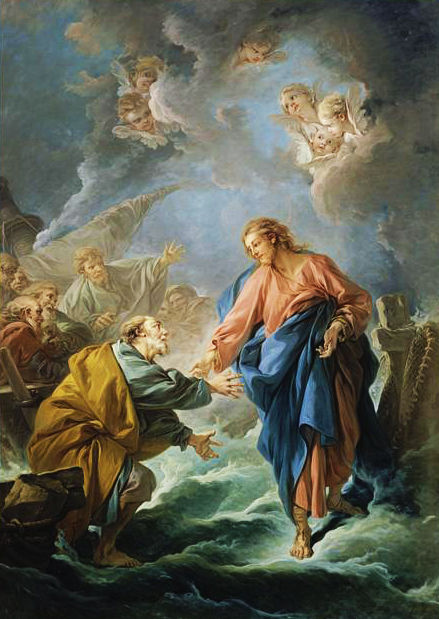
Saint Peter Attempting to Walk on Water, 1766, Cathédrale Saint-Louis
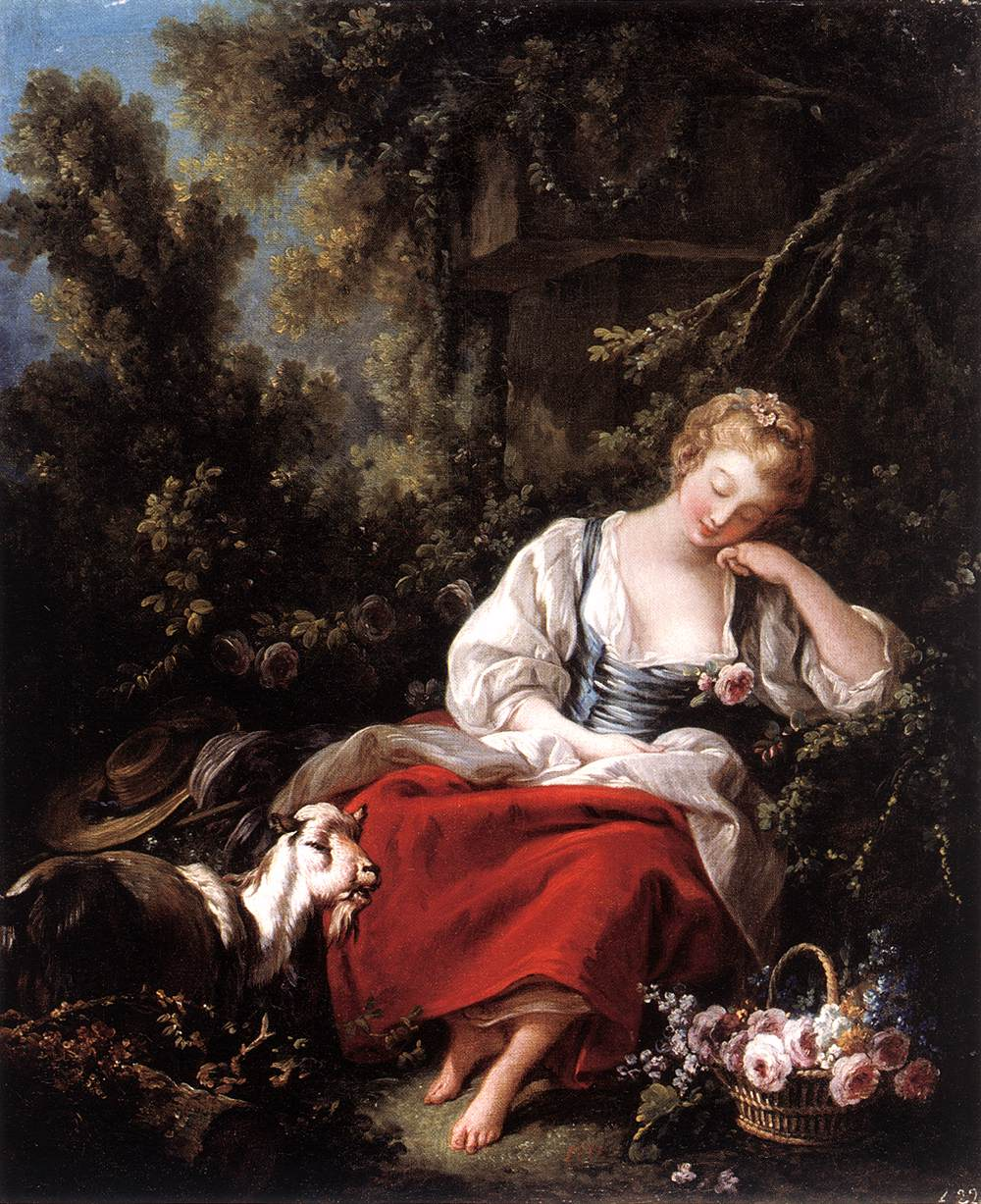
Dreaming Shepherdess
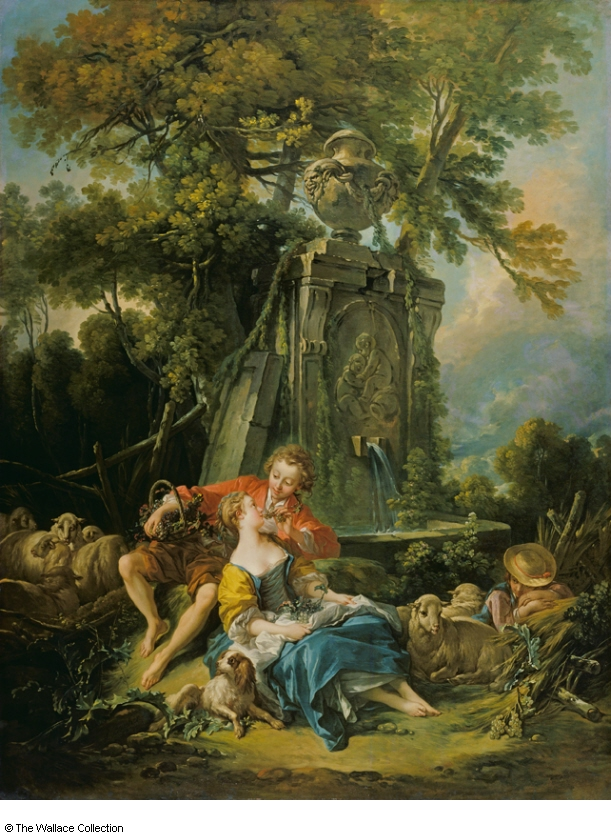
Autumn Pastoral
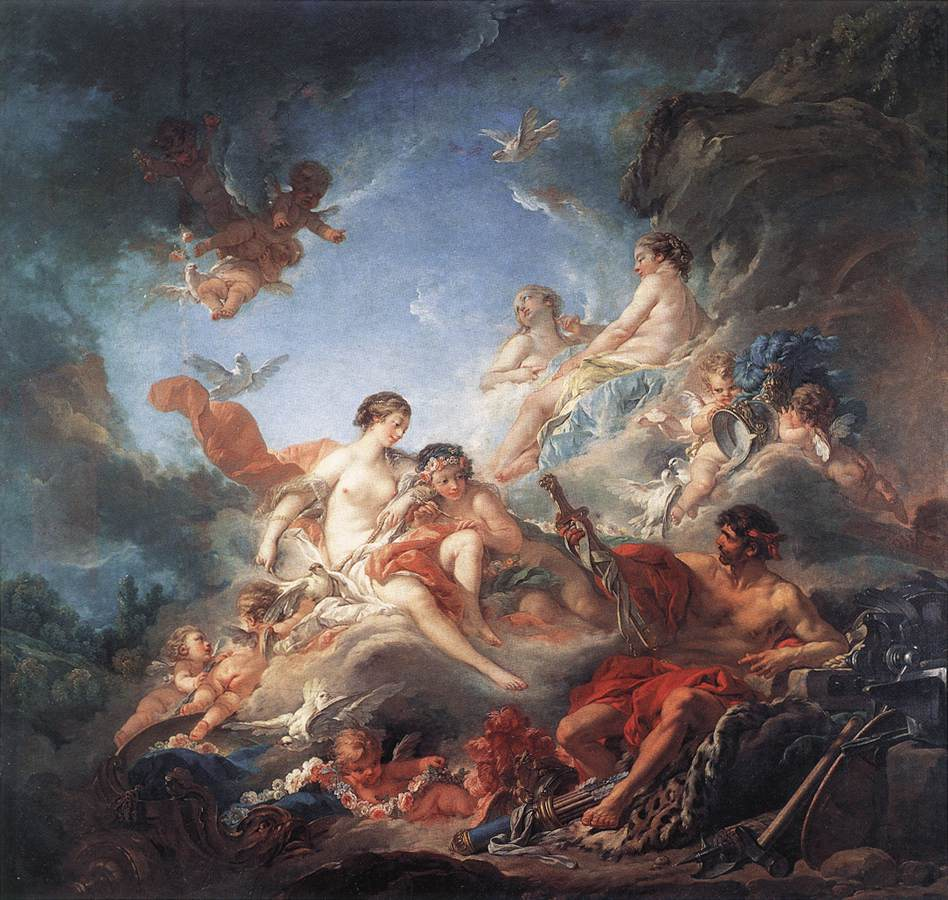
Vulcan Presenting Venus with Arms for Aeneas

## 같이 보기
- 오리엔탈리즘